# Route nationale 456
Die N456 war von 1933 bis 1973 eine französische Nationalstraße, die zwischen der N6 südöstlich von Auxerre und Aisy-sur-Armançon verlief. Ihre Länge betrug 56 Kilometer.